# Anadyomene

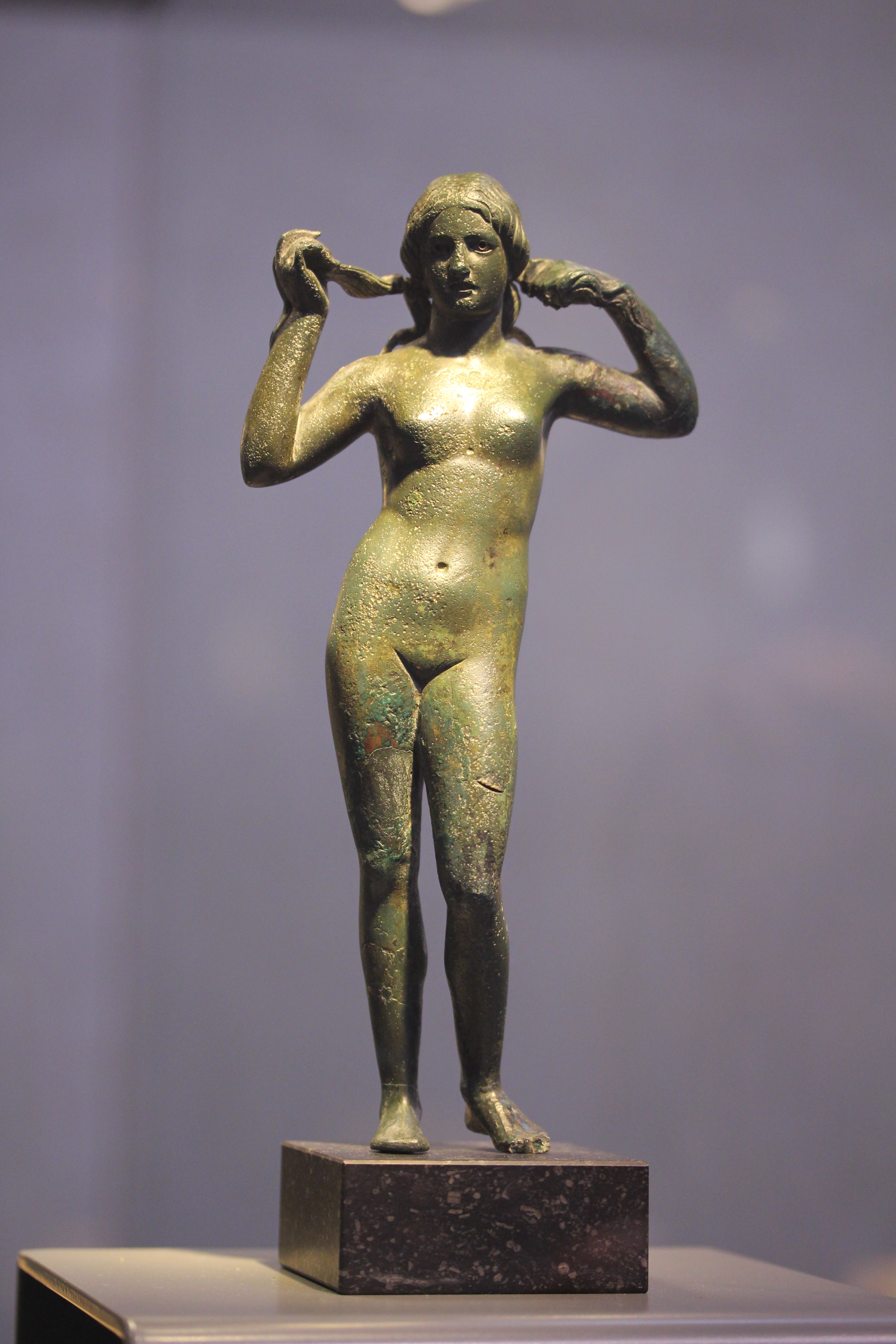
Bronzen Anadyomene opgegraven te Kortrijk (Musée royal de Mariemont, België). Het hellenistische beeld is 24 cm hoog en dateert uit het einde van de eerste of het begin van de tweede eeuw n.Chr.

Anadyomene (Oudgrieks: Ἀναδυομένη) was een bijnaam van de Griekse godin Afrodite en betekent de Ontstijgende, de Oprijzende. De naam verwijst naar hoe ze werd geboren door als volwassen vrouw op te duiken uit de zee. Deze gebeurtenis werd een thema in de beeldende kunst. De Romeinen noemden haar Venus Anadyomene en onder die Latijnse naam hebben tal van Europese kunstenaars haar weergegeven.

## Mythologie
Het bekendste van de diverse geboorteverhalen over Afrodite, te vinden in de Theogonia en in de Homerische hymnen, laat haar ontstaan uit de castratie van Ouranos door zijn zoon Kronos. De zee bij Pafos werd bevrucht door het neervallende bloed en uit de schuimende baren rees de blanke liefdesgodin op.

## Antieke kunst
Dit geboorteverhaal werd in de vijfde eeuw v.Chr. door Feidias afgebeeld op de troonsokkel van het Olympische standbeeld van Zeus: Afrodite kwam uit de zee en werd door tussenkomst van Eros en Peitho begeleid naar de kring van de Olympische goden.
Het epitheton Anadyomene kwam vooral in zwang door het beroemde (en vaak gekopieerde) schilderij van Apelles, dat het moment weergaf waarop de uit de zee komende godin met beide handen haar lange haar uitwrong. Het schilderij was gemaakt voor de tempel van Asklepios op het eiland Kos. Keizer Augustus liet het als tribuutbetaling naar Rome brengen en hing het in de Tempel van Caesar. De inwoners van Kos mochten 100 talenten aftrekken van hun tribuut. Ten tijde van Nero was de toestand van het schilderij niet meer goed en werd de onderste helft vervangen door een kopie van de schilder Dorotheos. De bovenste helft werd gerestaureerd onder Vespasianus.
Volgens Plinius de Oudere stond de hetaira Kampaspe model voor Apelles' Anadyomene. Zij was de minnares van Alexander de Grote. Toen deze merkte dat de schilder verliefd was geworden op het model, stond hij haar genereus af, maar het schilderij behield hij. Volgens het verhaal van Athenaios was daarentegen de Atheense hetaira Fryne het model geweest. De schilder zag haar op het Festival van Eleusis naakt in de zee stappen.

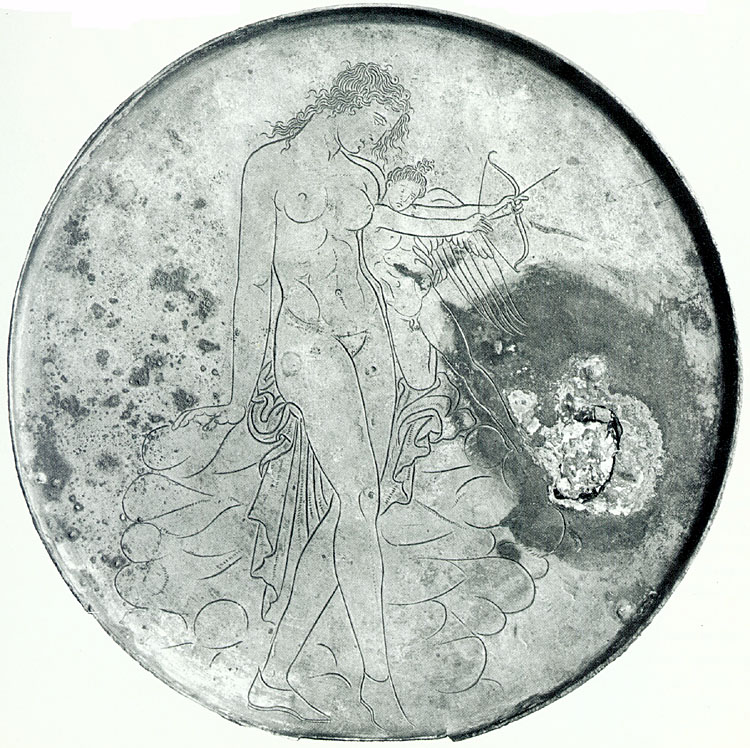
Afrodite en Eros (ca. 350 v.Chr.)
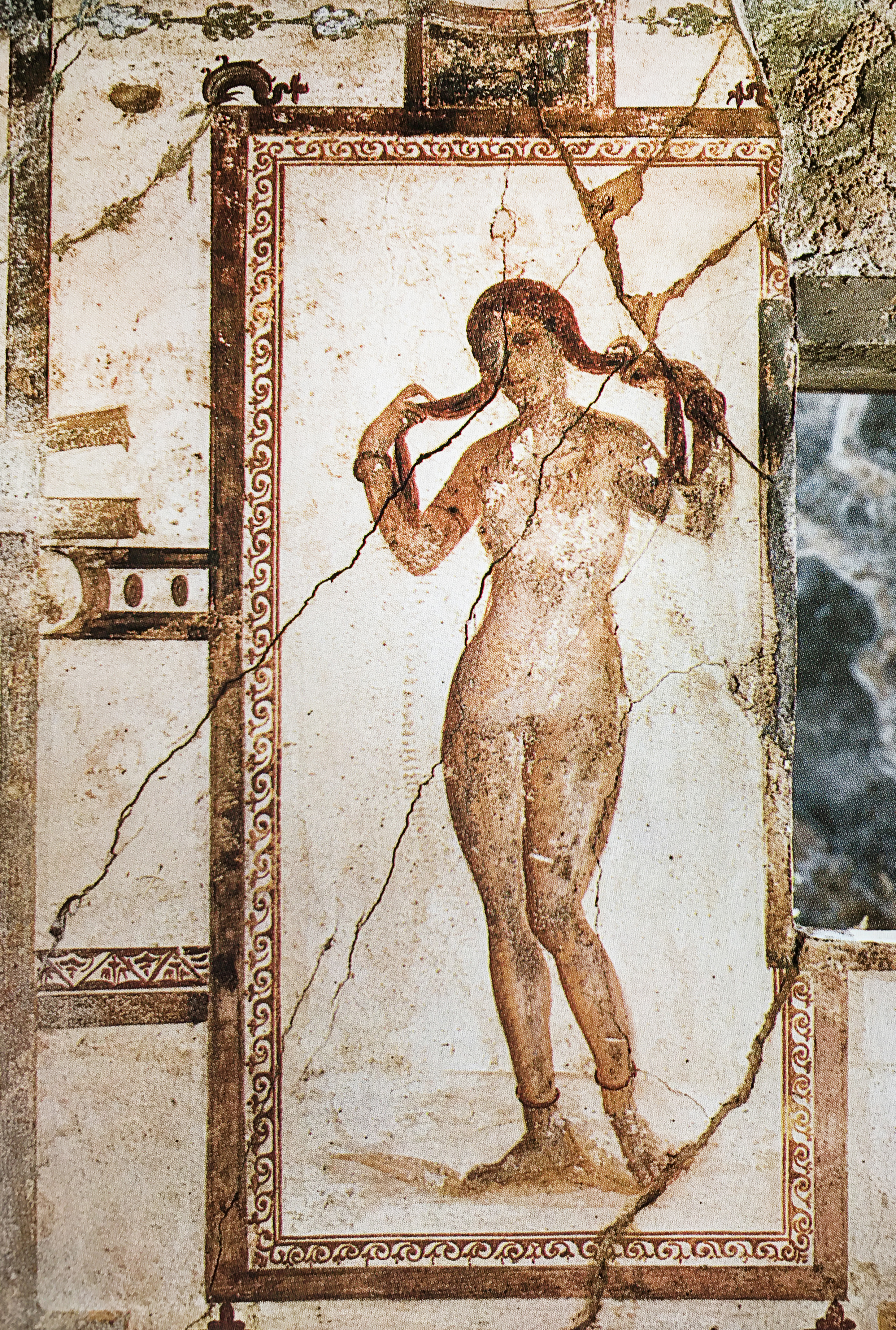
Fresco uit Pompeï (vóór 79)
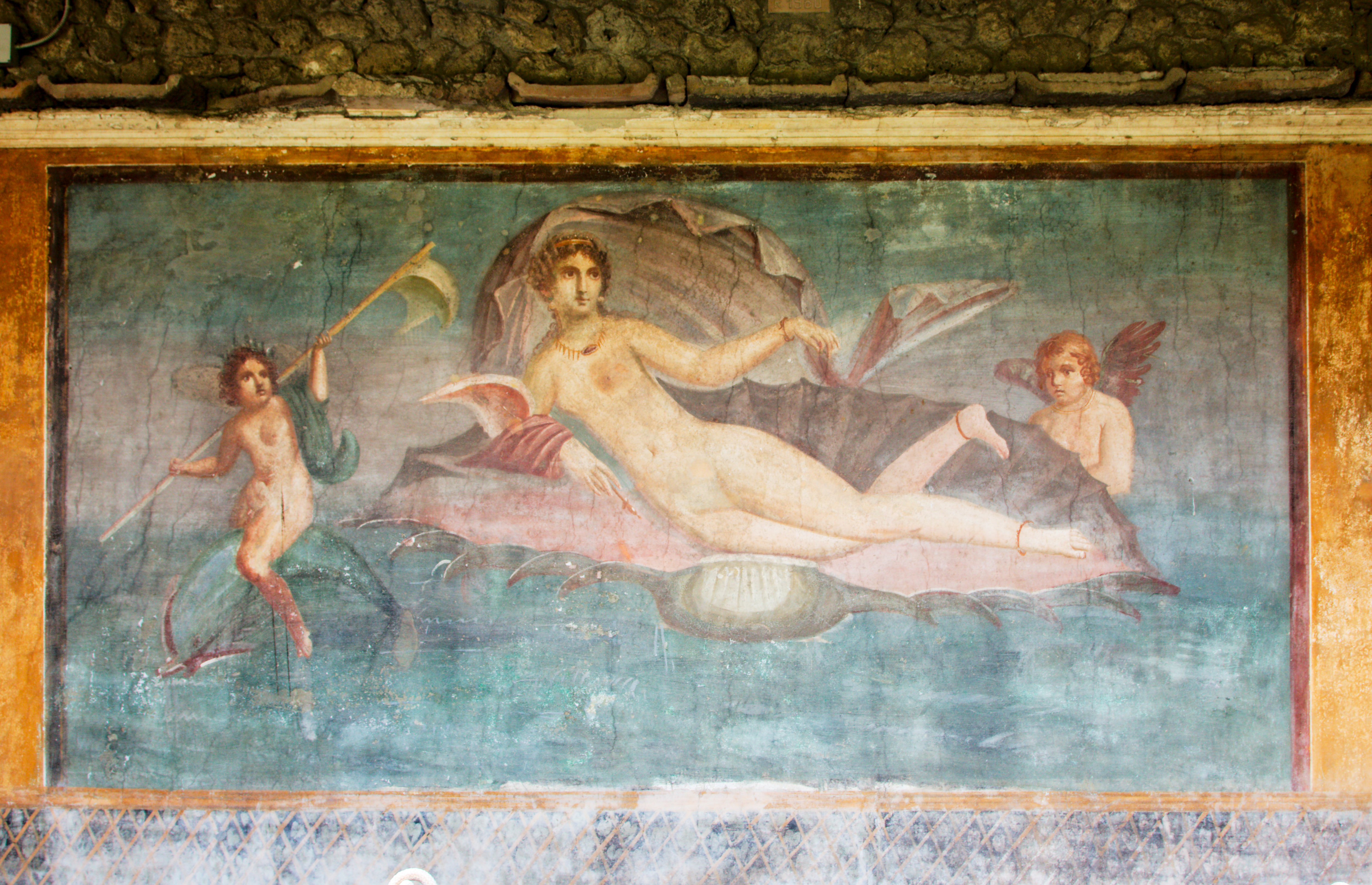
Fresco uit Pompeï (vóór 79)
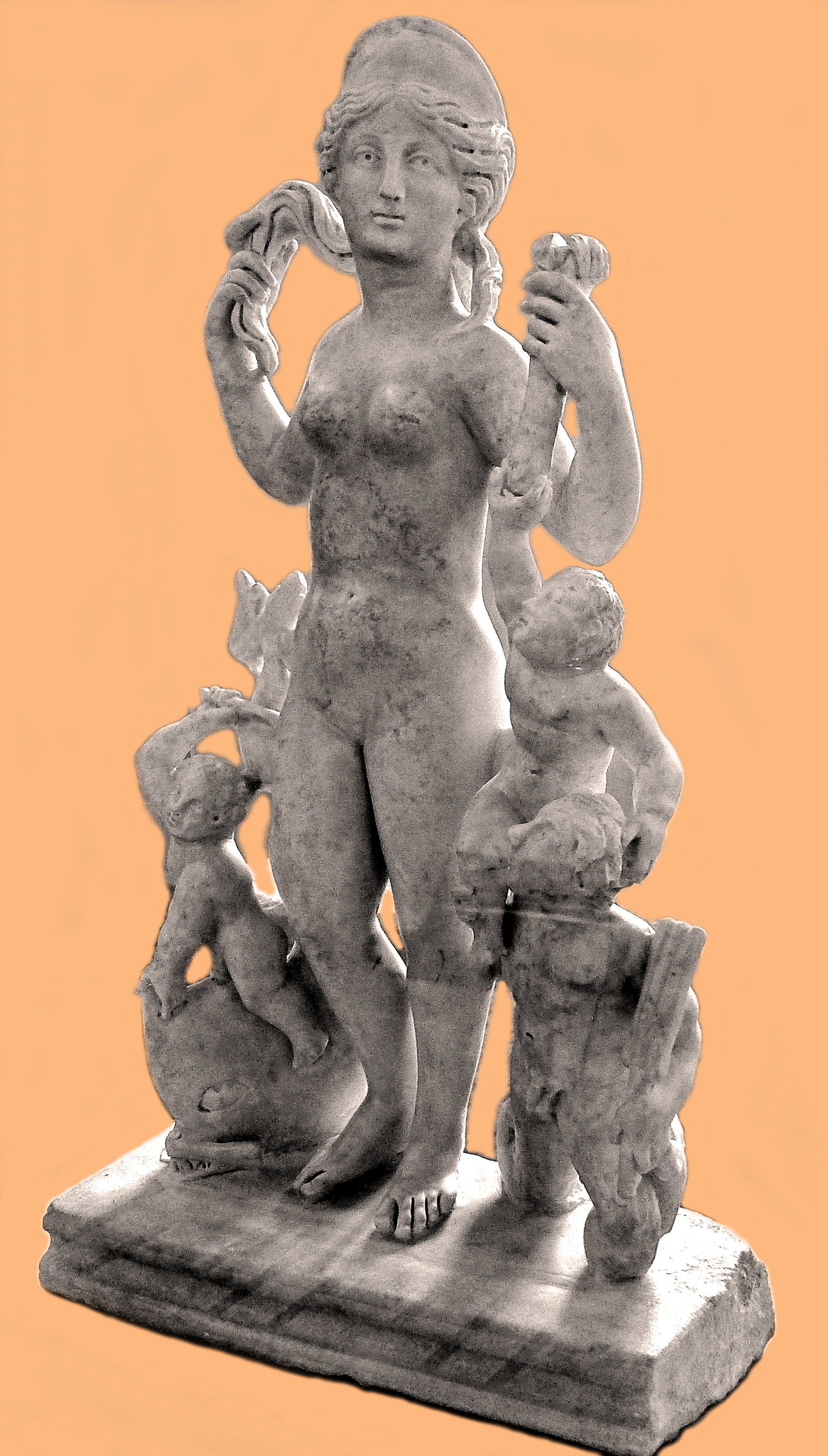
Louvre (ca. 300)

## Europese kunst
Na de oudheid verdween het thema nooit helemaal uit de Europese kunst. In de Italiaanse renaissance herleefde het in alle hevigheid. Kunstenaars werden geprikkeld door het verhaal over Apelles en wilden hem emuleren. Beroemd is Botticelli's Geboorte van Venus, maar ook Titiaan, Giambologna en anderen waagden zich aan de Anadyomene. De seksueel geconnoteerde Sint-Jakobsschelp werd vaak in de compositie betrokken. In de barok werd Venus geïntegreerd in complexe composities met vele figuren. Ook in de rococo en de academische kunst was het thema geliefd.

Botticelli (1485)
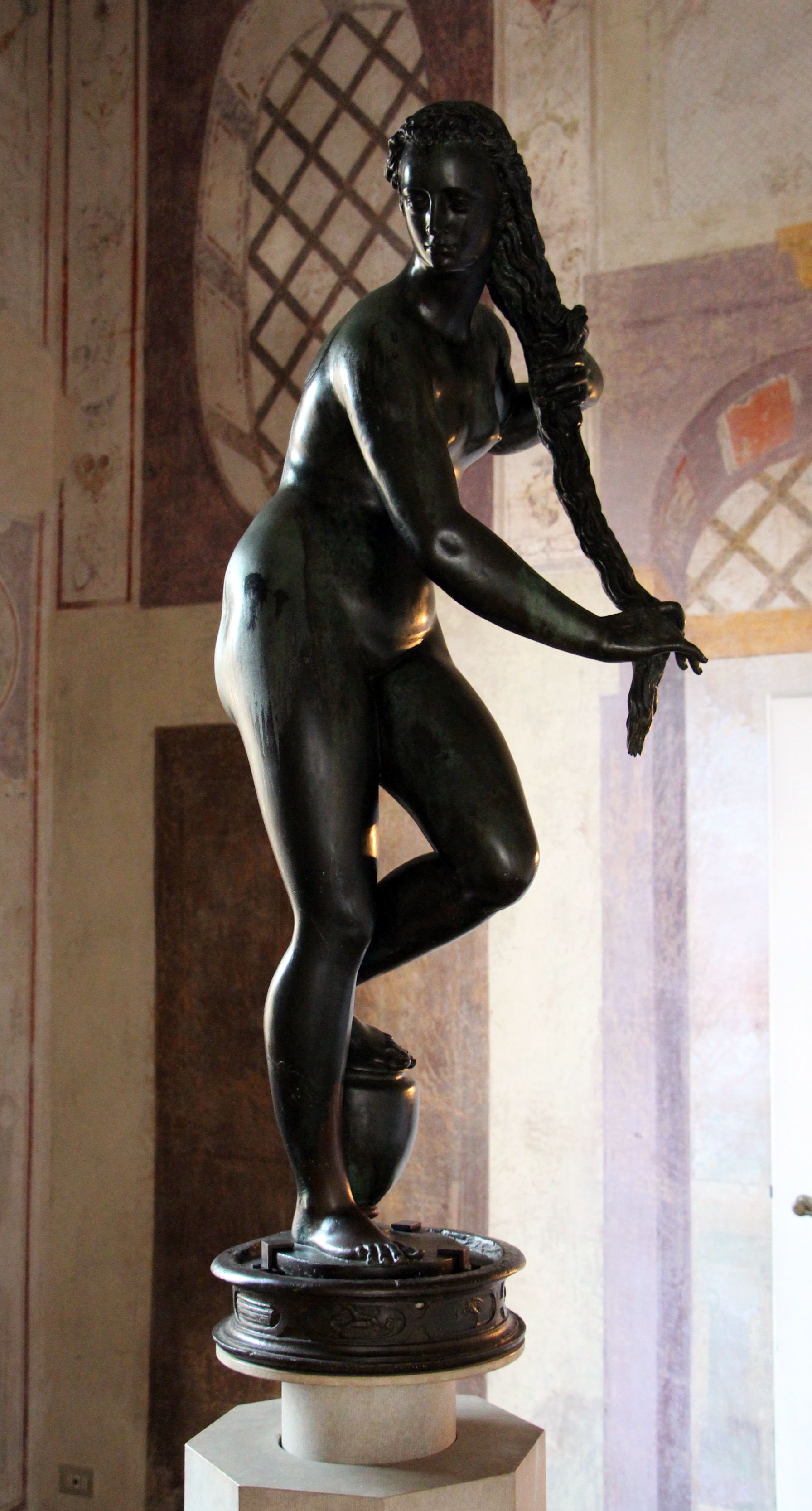
Giambologna (ca. 1571-1572)
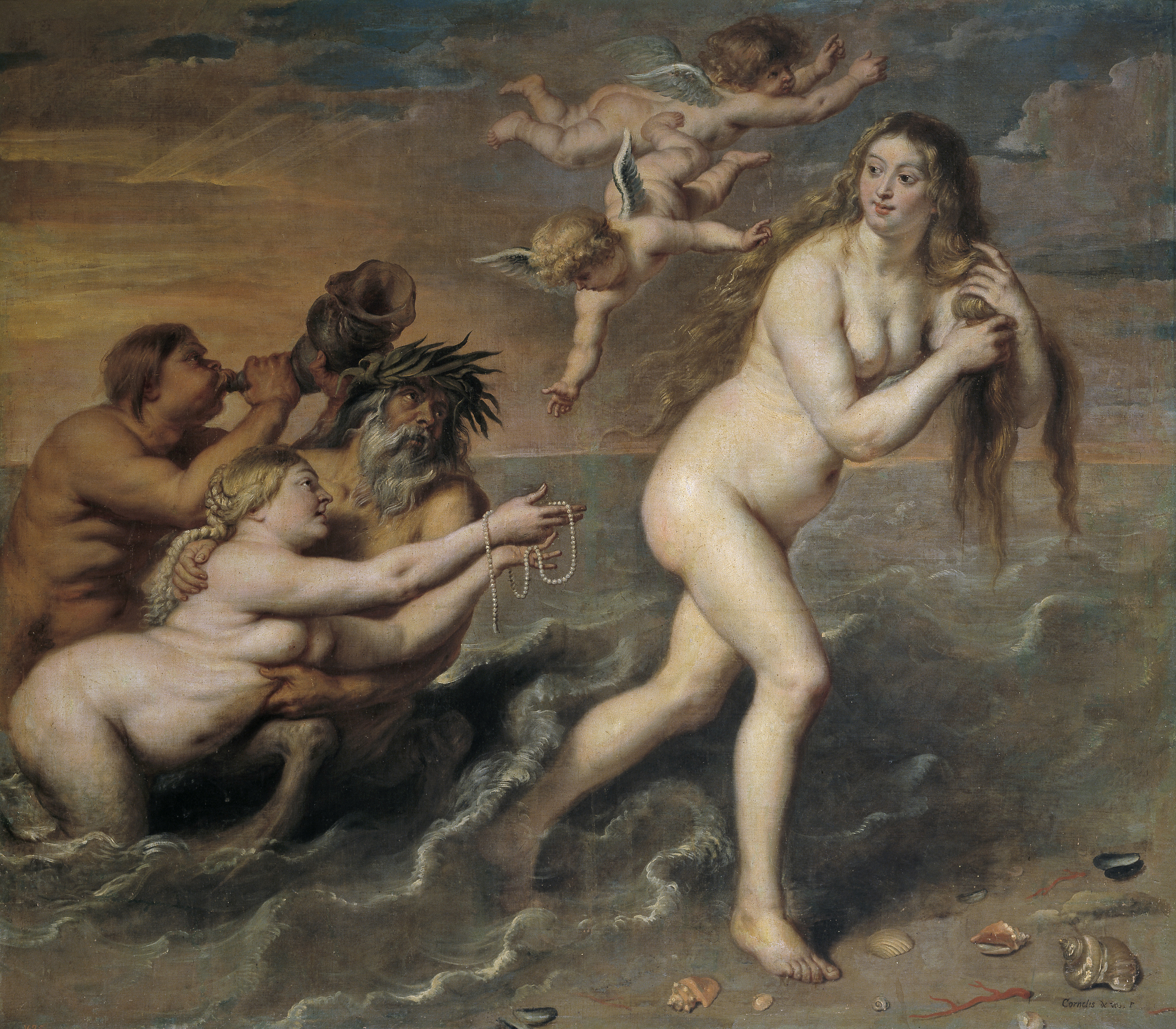
Cornelis de Vos (ca. 1636-1638)
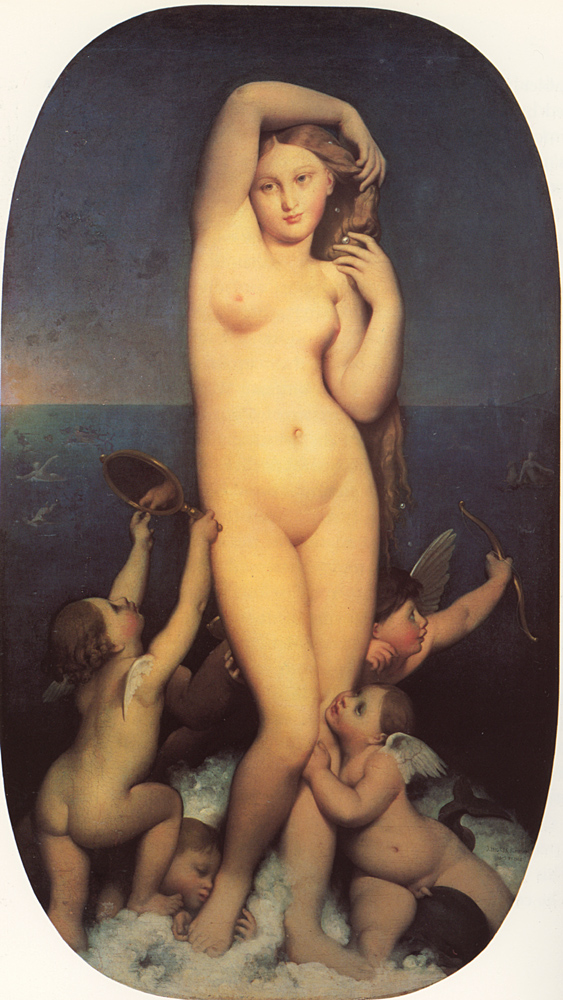
Ingres (1848)

## Voetnoten
1. ↑  Naturalis historia XXXV 87
2. ↑  Deipnosofistai XIII 590 e.v.